# Hydatophylax festivus
Hydatophylax festivus là một loài Trichoptera trong họ Limnephilidae. Chúng phân bố ở miền Cổ bắc.